# Прусия
 Тази статия е за историческата област.  За другите значения вижте Прусия (пояснение).  
Прусия (на латински: Borussia, Prussia или Prutenia; на немски: Preußen или Preussen) е историческо и географско понятие, което може да означава няколко неща.

## История
През Средновековието Прусия се споменава като територия, обитавана от западнобалтийското племе пруси, загубило езика си през 18 век. Включва прибалтийски области, завладени и управлявани от Тевтонския орден. На 8 април 1525 г. великият магистър на Тевтонския орден Албрехт фон Бранденбург-Ансбах получава титлата херцог на Прусия, а на 18 януари 1701 г. в Кьонигсберг император Леополд I Хабсбург коронясва Фридрих I за крал на Прусия.
Като самостоятелна държава Кралство Прусия съществува от 1701 г. до включването му в Германската империя през 1871 г., в която кралят на Прусия е и германски император; във Ваймарската република е „свободна държава“ (Freistaat) – административна единица. В Нацистка Германия (Третия райх) самостоятелността и значението ̀и намаляват, а с капитулацията на Германия и окупацията от съюзнически войски е окончателно ликвидирана като административно и географско понятие.
По-известни пруски владетели са Фридрих Вилхелм I (1713 – 1740) и неговият син Фридрих II (1740 – 1786). По време на управлението на двамата монарси Прусия за кратко време се издига от незначителна държавица, през една от значимите централноевропейски монархии до велика сила в средата на 18 век, около която с края на Френско-пруската война в Огледалната зала във Версай се осъществява обединението на Германия. Благодарение на смятаната за най-модерна за времето си армия през втората половина на 19 век, Прусия взема надмощие над останалите германски държави и до голяма степен стои в основата на Германския съюз, а по-късно и на Германската империя.
В този контекст, историята и значимостта на Пруската държава, и най-вече нейната роля в общогерманската и общоевропейската история, е огромно. Държавните символи на Прусия са три: Кьонигсбергският замък, около който възниква държавността, Кьонигсбергската катедрала, която е главният християнски храм на лютеранската конфесия и в чийто двор е погребан Имануел Кант, и Бранденбургската врата, известна като „Портата на света“.
Историческа столица на Прусия е Кьонигсберг, а държавна след образуването на кралство Прусия – Берлин.

## Галерия
- Кьонигсбергски замък
- Кьонигсберска катедрала
- Бранденбургска врата